# Mike Comrie
Michael William Comrie (Edmonton, 11 settembre 1980) è un ex hockeista su ghiaccio canadese di ruolo centro.
Si è ritirato il 13 febbraio 2012, dopo il terzo intervento chirurgico all'anca in cinque anni. Nei suoi 13 anni di carriera in NHL, ha giocato con gli Edmonton Oilers, Philadelphia Flyers, Phoenix Coyotes, Färjestad BK, Ottawa Senators, New York Islanders e Pittsburgh Penguins.
Dal 2010 al 2016 è stato sposato con la cantante e attrice Hilary Duff con la quale nel 2012 ha avuto un figlio, Luca Cruz Comrie.

## Carriera
Mike Comrie è nato e cresciuto a Edmonton, Alberta e ha frequentato la Jasper Place High School. Nel 1999, quando Comrie stava giocando con i Michigan Wolverines, è stato scelto al terzo giro dagli Edmonton Oilers (la squadra della sua città) come 91º assoluto per l'NHL Entry Draft di quell'anno.

### Edmonton Oilers
Durante la stagione 2000-01, Comrie lascia i Kootenay Ice, importante squadra giovanile della Western Hockey League (WHL), e firma un contratto triennale da 10 milioni di dollari con gli Edmonton Oilers, Si trattava di una cifra ben al di sopra del valore massimo imposto dalla Lega, di 1.13 milioni di dollari all'anno, che è stata resa possibile grazie ad una scappatoia individuata da Mike Van Ryn. A Edmonton, Comrie diventa subito un beniamino per i tifosi e un eroe per la città. Nelle sue prime stagioni con la squadra, è una vera e propria minaccia offensiva, totalizzando 133 punti in 192 partite dal 2001 al 2003.

### Partenza da Edmonton
Dopo un ritiro pre-stagionale poco brillante, lo status di Comrie di eroe locale inizia a venire meno, in seguito a una disputa contrattuale durante la stagione 2003–04. Kevin Lowe, poi general manager degli Oilers, propone il trasferimento di Comrie agli Anaheim Ducks, in cambio di Corey Perry e di una scelta al primo turno del draft, ma l'accordo prevede anche che Comrie rimborsi la squadra di 2.5 milioni di dollari, cifra che era una parte del bonus guadagnato dal giocatore, come previsto dal suo contratto. Così, Comrie rifiuta e nel dicembre 2003 viene venduto ai Philadelphia Flyers, in cambio di Jeff Woywitka, una scelta al primo giro nell'NHL Entry Draft 2004 e una scelta al terzo giro nel nell'NHL Entry Draft 2005.

### Philadelphia Flyers e Phoenix Coyotes
Comrie gioca solo 21 partite con i Philadelphia, prima di essere venduto ai Phoenix Coyotes in cambio di Sean Burke, Branko Radivojevič e Ben Eager. Qui gioca 28 partite e totalizza sette gol e otto assist. Ma nel 2005 si verifica un lockout e l'intera stagione NHL viene cancellata.
Così, Comrie firma un contratto con i Färjestads BK, squadra europea dell'Elitserien, in cui l'hockeista gioca 10 partite, prima di andare via nel dicembre 2004. A seguito dell'accordo stipulato nel luglio 2005, fra la lega (l'NHL) ed il sindacato dei giocatori (l'NHLPA), per riprendere le operazioni di gioco dopo il lockout, Comrie ritorna nei Coyotes per la stagione 2005–06, dove registra per la seconda volta ben 30 gol in una stagione. Così il 4 agosto 2006, i Coyotes rinnovano il contratto a Comrie per un anno, per la cifra di 3 milioni di dollari.
Il 3 gennaio 2007, Comrie viene venduto agli Ottawa Senators in cambio dell'attaccante russo Alexei Kaigorodov.

### Ottawa Senators e New York Islanders
Comrie segna il suo primo gol con i Senators il 9 gennaio 2007 in occasione della partita con i Boston Bruins al Scotiabank Place di Ottawa, Ontario. Da quel giorno, ogni volta che segnava al Scotiabank Place, il gol veniva accompagnato dalla canzone "Black Gloves" dei Goose, una band electrorock belga. Comrie aiuta la squadra nel corso di tutti i playoff, nonostante abbia una lesione alla spalla, che gli impedisce perfino di legarsi i pattini da solo. I Senators, campioni della Eastern Conference, arrivano così alla finale della Stanley Cup 2007, sfidandosi contro gli Anaheim Ducksmade, che vincono per 4 a 1. Prima della sconfitta, i Senators sconfissero ed eliminarono, in sole cinque partite, i Pittsburgh Penguins, i New Jersey Devils e i Buffalo Sabres.
Il 5 luglio 2007, Mike Comrie, in quanto unrestricted free agent, firma un contratto di un anno dal valore di $3.375 milioni con i New York Islanders. Prima della scadenza del contratto, il 26 febbraio 2008, i New York Islanders rinnovano l'accordo per un altro anno, per un valore di $4 milioni. Il 20 febbraio 2009, Comrie sarebbe rientrato nei Senators, insieme a Chris Campoli, in cambio di Dean McAmmond e di una scelta al primo giro dei San Jose Sharks.

### Ritorno agli Oilers

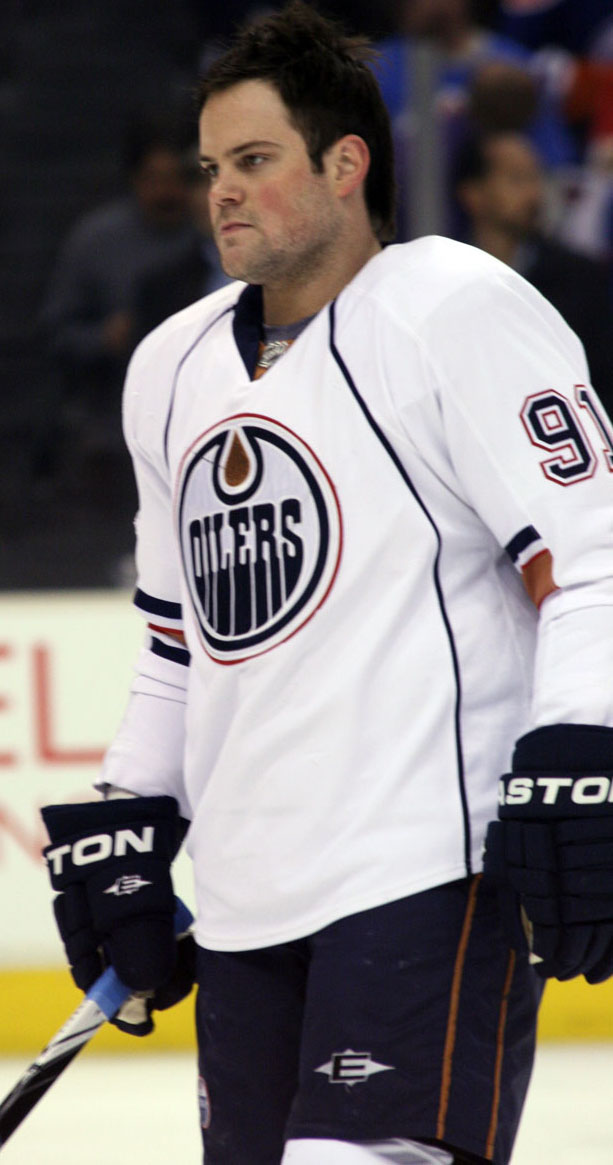
Mike Comrie con la maglia degli Edmonton Oilers

Per la stagione 2009-2010, Mike Comrie firma un contratto di un anno dal valore di $1.125 milioni con la sua prima squadra, gli Edmonton Oilers, che 9 anni prima avevano dato inizio alla sua carriera nella National Hockey League. Comrie sceglie di indossare sulla maglia il No. 91 (in onore della numero di selezione con cui ha partecipato al Draft nel 1999), mentre il No. 89 (che aveva indossato nel corso del primo round con la squadra), viene assegnato a Sam Gagner.
La partita di debutto del ritorno di Comrie agli Edmonton, giocata il 18 settembre 2009, è memorabile: si tratta di una prestagionale in cui gli Oilers battono i Florida Panthers per 4–0. Tutti e 4 i gol vengono segnati su assist di Comrie, che si rivela cruciale per la vittoria. Nell'ultima frazione di gioco, si toglie i guanti e inizia un combattimento con l'avversario Eric Himelfarb per avergli rubato il posto in area di rigore. Lo scontro scatena tutti i tifosi presenti al Rexall Place in una standing ovation per Comrie.
Il 17 novembre, dopo aver realizzato 5 gol e 8 punti in 16 partite, Comrie entra nella lista degli infortunati a lungo termine per una mononucleosi, che lo costringe ad una pausa fino a fine gennaio. Fa ritorno in squadra da titolare il 1º febbraio 2010, registrando un assist nella vittoria con i Carolina Hurricanes per 4–2. Conclude il resto della stagione totalizzando 13 gol e 21 punti in 43 partite.
Dal 1º luglio 2010, Mike Comrie è un unrestricted free agent, non avendo rinnovato il contratto con gli Oilers per la stagione 2010–11.

### Pittsburgh Penguins
Il 3 settembre 2010, Mike Comrie trova un'intesa, sancita da un contratto di un anno di $500,000, con i Pittsburgh Penguins, unendosi alla franchigia che nel 1973 aveva scelto lo zio Fred Comrie. Il 22 settembre 2010, Comrie segna il suo primo gol nel nuovissimo Consol Energy Center a soli 81 secondi dall'inizio, portando i Penguins' alla vittoria sui Detroit Red Wings per 5-1. Ma, a causa di un brutto infortunio all'anca, Comrie non gioca gran parte della restante stagione. Segna un gol nel corso dell'82ª e ultima partita di stagione, in trasferta contro gli Atlanta Thrashers. Quello contro i Penguins fu l'ultimo match della storia dei Thrashers, prima del trasferimento a Winnipeg.

### Ritiro
Dopo il terzo intervento chirurgico all'anca, il 13 febbraio 2012 Comrie annuncia il ritiro dall'attività professionistica.

## Vita privata
Il padre di Comrie, William (Bill), e i suoi zii, Fred e John, sono i fondatori di The Brick, un'importante azienda d'arredamento canadese. Per questo motivo, il soprannome di Mike è "The Brick". Sia Bill che Fred Comrie sono stati entrambi giocatori di hockey. La madre di Comrie, Theresa, morì di cancro nel 1990. Comrie ha due fratelli maggiori: una sorella, Cathy, e un fratello, Paul, anche lui giocatore di hockey. Ha anche due fratellastri, nati dal secondo matrimonio di suo padre: Eric e Ty, due aspiranti hockeisti su ghiaccio. In particolare, il più giovane dei due, Eric Comrie (nato il 6 luglio 1995), gioca a livello agonistico ed è tra le prospettive più quotate per una selezione all'NHL Entry Draft 2013.
Nell'estate del 2007, Comrie ha iniziato una relazione con la cantante e attrice statunitense Hilary Duff. La coppia ha annunciato il fidanzamento ufficiale nel febbraio 2010 e si è sposata il 14 agosto 2010 presso la Mediterranean Villa La Quinta a Santa Barbara. Un anno dopo, il 14 agosto 2011, hanno annunciato con un comunicato ufficiale di aspettare un bambino. Il 20 marzo 2012 nasce il loro primo figlio, Luca Cruz Comrie. Nel 2014 i due si lasciano, pur rimanendo buoni amici (vedi vita privata di Hilary Duff)

## Palmarès[23]

### Club
- Alberta Junior Hockey League: 1

St. Albert: 1997-1998

### Nazionale
- Campionato mondiale di hockey su ghiaccio: 1

Finlandia 2003

### Individuale
- Alberta Junior Hockey League:

Rookie of the Year: 1996-1997
Most Valuable Player: 1997-1998
- NCAA (CCHA):

All-Rookie Team: 1998-1999
First All-Star Team: 1998-1999
Rookie of the Year: 1998-1999
First All-Star Team: 1999-2000
Second All-American Team: 1999-2000
- Campionato svedese: 1

Svezia 2005

## Curiosità
- Nel 2006 Comrie ha recitato nel lungometraggio In the Crease insieme ad altri importanti giocatori della NHL, tra cui Scott Niedermayer, Joe Thornton, Scott Gomez e Brendan Shanahan.[24] Il film, prodotto e diretto da Matthew Gannon e Michael Sarner, è incentrato sulla vera storia di una giovanissima squadra di hockey che ambisce a vincere il campionato nazionale. Nel corso del lungometraggio, gli hockeisti raccontano la loro esperienza personale e i loro trionfi.